# Poor Righteous Teachers
Poor Righteous Teachers amerykańska grupa hip-hopowa założona w 1989 roku w Trenton, New Jersey. W skład grupy od początku jej istnienia wchodzili: Culture Freedom, Father Shaheed i Wise Intelligent. Poor Righteous Teachers obok takich zespołów jak Brand Nubian i Public Enemy są uważani za pionierów podgatunku hip-hopu nazywanego świadomym hip-hopem. Teksty i przekaz grupy są inspirowane przez nauczanie The Nation of Gods and Earths. Zespół wydał cztery albumy studyjne. Mimo że nigdy nie został oficjalnie rozwiązany, jego działalność jest zawieszona.
26 maja 2014 roku w wypadku motocyklowym zginął Father Shaheed.

## Dyskografia
Studyjne
- Holy Intellect (1990)
- Pure Poverty (1991)
- Black Business (1993)
- The New World Order (1996)

Kompilacje
- Righteous Groove's (1999)
- Rare and Unreleased (2005)
- The Essential Poor Righteous Teachers (2015)